# Lison-Pramaggiore Cabernet
Il Lison-Pramaggiore Cabernet è uno dei vini cui è riservata la DOC Lison-Pramaggiore.

## Caratteristiche organolettiche
- colore: rosso rubino intenso.
- odore: vinoso, caratteristico, mediamente erbaceo, profumato.
- sapore: asciutto, pieno, erbaceo, giustamente acido e tannico, di corpo.

## Produzione
Provincia, stagione, volume in ettolitri
- Pordenone  (1990/91)  152,6
- Pordenone  (1991/92)  103,6
- Pordenone  (1992/93)  314,37
- Pordenone  (1993/94)  292,74
- Pordenone  (1994/95)  576,11
- Pordenone  (1995/96)  137,15
- Pordenone  (1996/97)  280,18
- Treviso  (1991/92)  26,6
- Treviso  (1992/93)  75,6
- Treviso  (1993/94)  43,68
- Treviso  (1996/97)  19,95
- Venezia  (1990/91)  817,46
- Venezia  (1991/92)  6256,22
- Venezia  (1992/93)  5081,68
- Venezia  (1993/94)  6442,2
- Venezia  (1994/95)  5086,77
- Venezia  (1995/96)  3958,44
- Venezia  (1996/97)  4554,13